# Matrimonio igualitario en Nueva Jersey
El matrimonio igualitario en el estado de Nueva Jersey es reconocido legalmente desde el 21 de octubre de 2013.
Nueva Jersey fue uno de los primeros estados que implementaron parejas de hechos, después de California, en 2003.

## Parejas de hecho
La legislatura de Nueva Jersey promulgó la Ley de Pareja de Hecho el 12 de enero de 2004 y puso en vigor el 10 de julio de 2004. La ley hizo disponible pareja de hechos para todos las parejas del mismo sexo, y también para parejas heterosexuales de 62 años y mayores. El estatuto de pareja de hecho suministra "seguro de enfermedad, herencia, derechos sobre la propiedad, y otros derechos y obligaciones limitados" pero "no llega al mismo cantidad de derechos y obligaciones proporcionados a parejas casadas."

## Uniones civiles

### Lewis contra Harris
El 25 de octubre de 2006, el tribunal supremo de Nueva Jersey unánimemente decidió en Lewis Contra Harris que la "dispensa desigual de derechos y beneficios a parejas comprometidas del mismo sexo ya no puede ser tolerado bajo nuestro constitución estatal". Con esta decisión, parejas del mismo sexo concedieron los mismos derechos, beneficios, y responsabilidades de parejas heterosexuales.

### Ley de uniones civiles
El 14 de diciembre de 2006, la legislatura de Nueva Jersey promulgó una ley para uniones civiles.

## Matrimonio

### Legislación
La ley fue aprobada por el Senado el 13 de febrero de 2012 por 24 a 16. Tres días después, el 16 de febrero de 2012, la cámara de representantes hizo lo mismo por 42 a 33. Días después, el gobernador republicano Cristopher Christie, vetó la ley, por lo que esta no entró en vigor.